# 20 center pro rok 2010
20 center pro rok 2010 (anglicky 20 Centres for 2010) byla oficiální kampaň FIFy provázející Mistrovství světa ve fotbale 2010 v Jižní Africe. V rámci této kampaně mělo být postaveno dvacet středisek pro mládež v různých městech napříč Afrikou. V centru měla být mládeži k dispozici zdravotní péče, školství a zároveň fotbalové hřiště. Projekt byl financován z charitativních darů různých společností nebo např. z výtěžku ze zahajovacího koncertu MS.